# 鄭蘋如

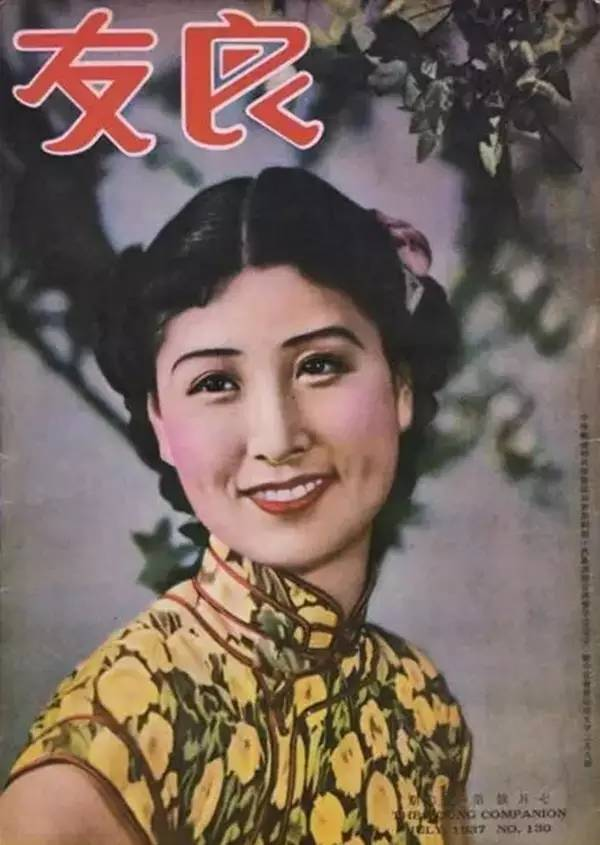
良友画报130期封面上的鄭蘋如（1937年7月）

鄭蘋如（1918年—1940年2月 ），原籍浙江蘭溪，中日混血，是中華民國上海的一位社交人物，曾經當過上海《良友画报》封面人物，亦曾協助蔣中正的重慶國民政府從事情報工作。她曾就讀上海法政學院；因家庭關係，曾與在上海的日本人交往，但反對日本軍國主義，後來被定為烈士。

## 生平
1933年秋—1934年春，鄭蘋如於上海私立民光中學就讀（丁默邨時任校董）。
1939年12月21日，晚上6時左右，中統局4人在靜安寺路西伯利亞皮草行暗殺丁默邨失手，暴露身分，為中華民國維新政府捕獲，關在憶定盤路。

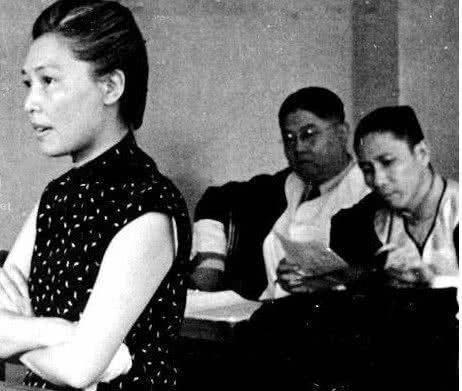
李士群妻叶吉卿於1946年12月1日在上海高等法院为郑苹如遇害案作证

1940年2月春節前，76號特工總部首領李士群瞒着丁默邨將鄭蘋如槍殺處決，享年22岁。战后郑家起诉丁默邨杀害郑苹如，郑苹如給家人的绝笔信提交法庭作为证据。
中華民國法務部調查局後來將她列為該局特務烈士。

## 家庭
- 父親：鄭越原，字英伯，曾留學日本法政大學，獲法律學士學位，並參加日本同盟會，支持孫中山。[7][2]
- 母親：木村花子（漢名鄭華君），日本人，武士家族後代，婚後曾移居中國，1966年病逝于台湾，享年90歲。[2]
- 哥哥：鄭海澄，中华民国空军飞官，空军官校第十一期毕业，1944年1月于重庆试飞翻修机时失事殉职，年28岁。[8][9]
- 妹妹：鄭天如，后居美國[10]。
- 丈夫：王漢勳，中华民国空军飞官，中央航校第二期毕业，1944年8月驾机投送补给品给衡阳守军時因天气恶劣撞山殉职，年32岁。[11][12]

## 影视角色
- 《色，戒》（2007年）: 王佳芝，汤唯饰演
- 《上海，上海》（2009年）: 刘晓男，万茜饰演
- 《旗袍》（2010年）: 关萍露，马苏饰演